# 기메
기메(프랑스어: Guillemet, ɡijmɛ)는 화살표의 머릿부분과 비슷하게 생긴 일부 언어에서 인용문을 나타낼 때 사용하는 따옴표의 또 다른 형태이다. 꺾쇠표와 비슷하게 생겼으며, 쌍으로 쓰이는 « » 형태와 하나로 쓰이는 ‹ › 형태가 존재한다. 이름의 어원은 프랑스의 인쇄공이자 식자공(punchcutter) 기욤 르 베(Guillaume Le Bé)의 이름 기욤(Guillaume)의 지소사이다. 일부 언어의 기메에 해당하는 단어는 기욤의 다른 형태에서 만들어졌으며, 예로 아일랜드어에서는 기욤에 해당하는 리암(Liam)에서 따 온 Liamóg를 사용한다.

## 언어별 사용
두 화살표가 모두 바깥쪽으로 향한(«예시») 형태는 다음 언어에서 사용된다.
- 갈리시아어
- 그리스어
- 노르웨이어
- 라트비아어
- 러시아어 및 키릴 문자로 표기된 구 소련권 언어
- 루마니아어, 이중 인용을 나타낼 때만 사용함
- 바스크어
- 베트남어
- 벨라루스어
- 불가리아어 (자주 사용되지 않음, 공식적인 형태는 „...“이지만 "..." 형태도 사용됨)
- 브르타뉴어
- 스위스의 공용어
- 스페인어
- 아랍어
- 아르메니아어
- 알바니아어
- 에스토니아어
- 우크라이나어
- 이탈리아어
- 카탈루냐어
- 크메르어
- 페르시아어
- 폴란드어
- 프랑스어 (« 예시 »와 같이 줄바꿈 없는 공백 사이에 사용되며, 스위스는 예외)
- 프랑코프로방스어

두 화살표가 모두 안쪽으로 향한(»예시«) 형태는 다음 언어에서 사용된다.
- 덴마크어
- 독일어
- 세르비아어
- 스웨덴어
- 슬로바키아어
- 슬로베니아어
- 체코어
- 크로아티아어
- 폴란드어, 이중 인용을 나타낼 때만 사용함
- 헝가리어, 이중 인용을 나타낼 때만 사용함

두 화살표가 모두 오른쪽으로 향한(»예시») 형태는 다음 언어에서 사용된다.
- 스웨덴어
- 핀란드어

## 컴퓨터에서 사용

### 사용자 인터페이스의 탐색 단추
기메 부호는 여러 개의 항목이 있는 목록에서 앞뒤로 탐색하는 단추에 종종 사용된다. 이중 기메 부호는 목록의 첫 항목(«)이나 마지막 항목(»)으로 이동하는 것을 나타낼 때에 사용되며, 단일 기메 부호 및 그와 비슷한 부호는 이전(<) 및 다음(>) 항목으로 이동하는 것을 나타낼 때 사용된다.

### "«" 및 "»" 부호 입력하기
| « | Alt + 0171 | Alt + 7598 | Alt + 174 | Alt + 686 |
| » | Alt + 0187 | Alt + 7599 | Alt + 175 | Alt + 687 |

미국 국제 키보드 레이아웃을 사용하는 경우 Alt Gr+[ 및 Alt Gr+] 키를 사용할 수 있다. 캐나다 프랑스어를 비롯한 일부 키보드에는 직접 입력할 수 있는 키가 존재한다. 매킨토시 사용자들은 "«" 문자를 ⌥ Opt+\, "»" 문자를 ⌥ Opt+⇧ Shift+\ 형태로 입력할 수 있다. 이는 모든 영어 레이아웃에 적용된다. 프랑스어 레이아웃에서는 ⌥ Opt+7 및 ⌥ Opt+⇧ Shift+7 키를 사용할 수 있다.
X 윈도 시스템을 구동하는 유닉스 계열 운영체제의 경우 사용 중인 레이아웃에 따라서 다르다. 미국 국제 키보드 레이아웃의 경우 "«" 문자를 Alt Gr+[, "»" 문자를 Alt Gr+] 키로 입력할 수 있다. 일부 설정의 경우 "«" 문자를 Alt Gr+z, "»" 문자를 Alt Gr+x 키로 입력할 수 있다. Compose 키가 있는 경우에는Compose+<+< 및 Compose+>+> 키로 입력할 수 있다. IBus 입력기가 설치되어 있는 경우 Ctrl+⇧ Shift+U 키를 누른 다음 해당하는 유니코드 코드 포인트인 AB 및 BB를 눌러서 입력할 수 있다.

### 인코딩
|      | 유니코드                                   | 유니코드 | 유니코드 | 윈도 코드 페이지 | 윈도 코드 페이지 | 문자열 엔티티 참조 | Compose 키  |
| 이름 | 16진                                       | 10진     | 16진     | 10진             |                  | 문자열 엔티티 참조 | Compose 키  |
| ---- | ------------------------------------------ | -------- | -------- | ---------------- | ---------------- | ------------------ | ----------- |
| «    | LEFT-POINTING DOUBLE ANGLE QUOTATION MARK  | U+00AB   | 0171     | AB               | 171              | &laquo;            | Compose+<+< |
| ‹    | SINGLE LEFT-POINTING ANGLE QUOTATION MARK  | U+2039   | 8249     | 8B               | 139              | &lsaquo;           | Compose+.+< |
| »    | RIGHT-POINTING DOUBLE ANGLE QUOTATION MARK | U+00BB   | 0187     | BB               | 187              | &raquo;            | Compose+>+> |
| ›    | SINGLE RIGHT-POINTING ANGLE QUOTATION MARK | U+203A   | 8250     | 9B               | 155              | &rsaquo;           | Compose+.+> |

이름과는 다르게 오른쪽에서 왼쪽으로 쓰는 언어의 경우 문자 형태가 반전된다. 이중 기메는 ISO 8859-1, 7, 8, 9, 13, 15, 16에 같은 코드 포인트로 존재한다.

### Gmail
Gmail에서 메시지를 강조할 때 오렌지색 기메 기호를 사용할 수 있다. Gmail은 수신자에게 바로 보내진 메시지를 나타내기 위해서 단일 및 겹낫표를 사용한다.

### 메일 머지
마이크로소프트 워드에서 메일 머지를 만들 때에는 필드를 나타내기 위해서 «Title», «AddressBlock» 및 «GreetingLine»과 같이 기메를 사용한다. 최종 인쇄물에는 기메로 둘러싸인 필드 태그가 실제 사용자가 입력한 데이터로 대체된다.

### Guillemet 대 guillemot
어도비 시스템즈의 글꼴 소프트웨어, 파일 형식 정의 및 여기에서 파생된 모든 글꼴은 두 글리프의 이름에 guillemotleft 및 guillemotright에서 볼 수 있듯이 'guillemot'이라는 오타가 포함되어 있다. 어도비는 오류를 인지하고 있다. X 윈도 시스템의 keysymdef.h 파일에서도 ‘XK_guillemotleft’ 및  ‘XK_guillemotright’이라는 오타가 포함되어 있다.

## 같이 보기
- 컴퓨터 자판
- 따옴표

## 참조
1. ↑  Gmail Help
2. ↑  Gmail Help
3. ↑  Adobe Systems Inc., PostScript Language Reference 3rd edition, Addison Wesley 1999. ISBN 0-201-37922-8. Character set endnote 3, page 783.